# Mythicomyces
Mythicomyces  is een monotypisch geslacht van paddenstoelen in de familie Psathyrellaceae. Het bevat alleen Mythicomyces corneipes.